# Nexus 7
Nexus 7 é um tablet desenvolvido pelo Google e fabricado pela Asus, lançado em 2012. O Tablet possui o sistema operacional Android 4.1 Jelly Bean. É o primeiro tablet da série Google Nexus de dispositivos de consumo Android comercializados pelo Google e construídos por um parceiro fabricante de equipamento original.
Possui um processador NVIDIA do modelo Tegra 3 com velocidade de 1.3ghz, 1 GB de RAM, conectividade Wi-Fi e NFC, e 8, 16 ou 32 GB de armazenamento. O dispositivo foi considerado um sucesso de vendas nos Estados Unidos.
Em Portugal, o tablet começou a ser vendido em outubro de 2012. No Brasil, o dispositivo apareceu em lojas virtuais no início do ano de 2013 com um preço elevado e sem anúncio oficial. Google e Asus afirmaram, à época, que o lançamento antecipado tinha sido um erro. O tablet foi lançado oficialmente no país em abril, custando R$999.